# Monsummano Terme
Monsummano Terme – miejscowość i gmina we Włoszech, w regionie Toskania, w prowincji Pistoia.
Według danych na rok 2004 gminę zamieszkiwało 19 888 osób (621,5 os./km²).